# Championnat de Tunisie masculin de handball 1976-1977
Navigation
Saison précédente Saison suivante
La saison 1976-1977 du championnat de Tunisie masculin de handball est la 22e édition de la compétition. Elle est disputée par vingt clubs, ce qui affecte le niveau des rencontres et n'encourage pas à progresser.
L'Espérance sportive de Tunis (EST) continue à changer dans la continuité : l'entraîneur Saïd Amara est remplacé par Hachemi Razgallah alors que les joueurs Zoghlami[Qui ?], Younsi[Qui ?], Chemima[Qui ?] et Ben Younes[Qui ?] laissent la place aux jeunes Rachid Hafsi, Azzam[Qui ?], Lassâad Boudhiaf, Riadh Ouhada et à Néjib Njah (ancien USTS). On rappelle également Amor Sghaier et Faouzi Ksouri, pour prêter main-forte aux jeunes joueurs chaque fois que c'est nécessaire, ainsi que Tahar Cheffi. De plus, Mounir Jelili, victime d'un malaise au cours d'un match abandonne la compétition, mais Khaled Achour s'impose comme le maître à jouer de l'équipe. Le septième championnat consécutif est remporté avec une quatrième année d'invincibilité mais plus difficilement que d'habitude. El Makarem de Mahdia a même battu l'EST mais le match est rejoué alors qu'en finale du championnat, elle ne bat le Club africain qu'au cours des prolongations. En coupe de Tunisie, le match de demi-finale entre les deux clubs est arrêté alors que le score est à 13-13, la finale annulée et la coupe remise à l'autre finaliste le Club sportif de Hammam Lif.
Le classement final est établi à l'issue de matchs entre les clubs ayant obtenu le même classement dans les deux poules, alors que le dernier de chaque poule est relégué en division d'honneur. 

## Clubs participants
| - Espérance sportive de Tunis - Club africain - Club sportif de Hammam Lif - El Makarem de Mahdia - Sogitex sportif de Moknine - Association sportive d'Hammamet - Zitouna Sports - Association sportive des PTT - Association sportive de handball de l'Ariana - Stade nabeulien | - Stade tunisien - Union sportive monastirienne - Club olympique des transports - Union sportive des transports de Sfax - Jeunesse sportive omranienne - Sogitex Ben Arous - Widad athlétique de Montfleury - Étoile sportive du Sahel - Jeunesse sportive kairouanaise - El Baath sportif de Béni Khiar |

## Compétition
Le barème de points servant à établir le classement se décompose ainsi :
- Victoire : 3 points
- Match nul : 2 points
- Défaite : 1 point
- Forfait : 0 point